# Anthurium amnicola
Anthurium amnicola là một loài thực vật có hoa trong họ Ráy (Araceae). Loài này được Dressler miêu tả khoa học đầu tiên năm 1980.